# Эвритомиды
Эвритомиды, или толстоножки (лат. Eurytomidae) — семейство наездников надсемейства Chalcidoidea подотряда стебельчатобрюхие отряда перепончатокрылые насекомые. Размеры мелкие (1—5 мм). Крылья с сильно редуцированным жилкованием.

## Биология
Фитофаги (Eurytominae) и паразитоиды (Heimbrinae и Rileyinae). Rileyinae, как правило, связаны с галлицами (Cecidomyiidae, Diptera) и другими.
Среди вредителей представители родов Bephratelloides, Bruchophagus, Cathilaria, Evoxystoma, Eurytomocharis, Systole и Tetramesa.
Большинство Euritomidae являются эктопаразитами и паразитоидами личинок видов из Coleoptera, Diptera (Tephritidae и Cecidomyiidae), Cynipidae (Hymenoptera) и Lepidoptera. Редкие формы — эндопаразиты, например, виды, принадлежащие к роду Sycophila, который связан с орехотворками и галлообразователями из Cynipidae.
Паразитоиды почти всегда одиночные, но существуют также формы Eurytoma паразитирующие на стадных гусеницах чешуекрылых. У одного из этих видов также описаны случаи мультипаразитизма и клептопаразитизма.

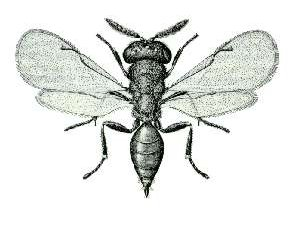
Bruchophagus roddi

## Генетика
Гаплоидный набор хромосом n = 9—10.

## Распространение
Всемирное

## Классификация
Мировая фауна включает 88 родов и около 1400 видов, в Палеарктике — 18 родов и около 400 видов. Фауна России включает 9 родов и 129 видов наездников этого семейства.
3 подсемейства. Крупнейший род Eurytoma Illiger, 1807 включает половину видов (700 видов). Однако, в 2007 году он признан полифелитическим, Eurytomidae также полифилетичны (Heimbrinae имеет родственные отношения с Chalcididae).
| - Eurytominae (1300 видов, 70 родов) - Acantheurytoma Walker, 1871 - Agriotoma Burks, 1971 (?)(в Bephratoides) - Aiolomorphus Walker, 1871 (?) - Aplatoides Yoshimoto & Gibson, 1979 (?)(в Axima) - Aranedra Burks, 1971 - Austrodecatoma Girault, 1925 - Ausystole Boucek, 1988 - Axanthosoma Girault, 1913 - Axanthosomella Narendran, 2001 - Axima Walker, 1862 - Aximogastra Ashmead, 1904 (?)(в Bephrata) - Aximogastroma Ashmead, 1904 (?)(в Bephrata) - Aximopsis Ashmead, 1904 - Banyoma Burks, 1971 - Bephrata Cameron, 1884 - Bephratelloides Girault, 1913 - Bephratoides Brues, 1909 - Bruchodape Burks, 1971 - Bruchophagus Ashmead, 1888 - Buresium Boucek, 1969 - Burksoma Subba Rao, 1978 - Camponotophilus Gates, 2012 - Cathilaria Burks, 1971 - ChryseidaSpinola, 1840 - Chryseurytoma Chen & Huang, 2004 - Conoaxima Brues, 1922 (?)(в Aximopsis) - Endobia Erdos, 1964 - Eudoxinna Walker, 1864 - Eurytoma Illiger, 1807 - Eurytomaria Masi, 1943 (?)(в Aximopsis) - Eurytomocharis Ashmead, 1888 - Exeurytoma Burks, 1971 - Ficomila Boucek, 1981 - Foutsia Burks, 1971 - Fronsoma Narendran, 1994 - Gibsonoma Narendran, 1994 - Giraultoma Boucek, 1988 - Heimbrella Subba Rao, 1978 - Hexeurytoma Dodd, 1917 - Homodecatoma Liao, 1979 - Houstonia Boucek, 1988 - Isosomodes Ashmead, 1888 - Isosomorpha Ashmead, 1888 (?)(в Tetramesa) - Macrorileya Ashmead, 1900 - Mangoma SubbaRao, 1986 - Masneroma Boucek, 1983 - Mesoeurytoma Cameron, 1911 (?)(в Aximopsis) - Neobephrata Narendran & Padmasenan, 1989 - Neoeurytomaria Narendran, 1994 (?)(в Fronsoma) - Nikanoria Nikol’skaya, 1955 (?) (в Bruchophagus, по, и снова валидный по) - Parabruchophagus Zerova, 1992 - Paradecatoma Masi, 1943 - Philippinoma Narendran, 1994 - Philolema Cameron, 1908 - Phleudecatoma Yang, 1996 - Phylloxeroxenus Ashmead, 1888 - Plutarchia Girault, 1925 - Prodecatoma Ashmead, 1904 - Prodecatomoidea Risbec, 1952 - Proseurytoma Kieffer, 1910 - Pseudosystole Kalina, 1969 (?)(в Systole) - Pseudotetramesa Kalina, 1970 - Ramanuja Narendran, 1989 - Ramdasoma Narendran, 1994 - Risbecoma SubbaRao, 1978 - Stigmeurytoma Boucek, 1988 - Striateurytoma Boucek, 1981 - Subbaella Narendran, 1994 (?)(в Philolema) - Syceurytoma Boucek, 1981 - Sycophila Walker, 1871 - Systole Walker, 1832 - Systolema Narendran, 1994 - Tenuipetiolus Bugbee, 1951 - Tetramesa Walker, 1848 - Tetramesella Zerova, 1974 - Townesoma Narendran, 1994 - Xanthosomodes Brèthes, 1913 (?)(в Tetramesa) - Zerovella Narendran & Sheela, 1994 | - Heimbrinae Burks, 1971 - Heimbra Cameron, 1909 - Symbra Stage & Snelling, 1986 - Rileyinae Ashmead, 1904 (50 видов, 12 родов) - Archirileya (?)(в Macrorileya) - Austrophotismus Girault, 1938 - Boucekiana De Santis, 1975 - Buresium Bouček, 1969 (Buresiinae) - Calorileya (?)(в Rileya) - Dougiola Bouček, 1988 - Macrorileya Ashmead, 1900 (Buresiinae) - Matna (?)(в Austrophotismus) - Neorileya Ashmead, 1904 - Platyrileya Burks, 1971 - Pseudrileya (?)(в Rileya) - Rileya Ashmead, 1888 |